# 藍翅金剛鸚鵡
藍翅金剛鸚鵡是分佈在南美洲東部及中部的金剛鸚鵡。牠們的壽命可以長達50-60歲。

## 特徵
藍翅金剛鸚鵡長約40厘米。喙厚而呈黑色，尾巴長，身體主要呈綠色。飛羽呈藍色，翼底則呈黃色，尾巴端、冠及兩頰都是藍色，尾底及腹部紅色。瞳孔呈黃色。牠們與紅腹金剛鸚鵡是唯一面部黃色的金剛鸚鵡，但飼養下的則會變成白色。不同的是藍翅金剛鸚鵡是下腹及下背都是紅色的。

## 棲息地及食物
藍翅金剛鸚鵡分佈在巴西東部及南部、巴拉圭東部及曾分佈在阿根廷東北部。牠們棲息在常綠林及落葉林。牠們主要吃麻瘋樹屬、榆葉梧桐及楝的種子，但也會吃果實及堅果。

## 繁殖
藍翅金剛鸚鵡2-4歲就達至性成熟。雌鳥每次會生2隻蛋，孵化期為29日。牠們11個星期大就會學飛，之後會留在雙親身邊1年。在野外的繁殖資料有限，但飼養下的會於12月至2月間進行繁殖。

## 威脅
藍翅金剛鸚鵡受到伐林的影響。牠們也曾被捕獵作為寵物。牠們南部的數量下降，且已從阿根廷的米西奧內斯省消失。故此以往牠們被列為易危。根據巴西的資料顯示，牠們已廣泛分佈及重新在里約熱內盧州發展群落，故被下調為近危。

## 外部連結
- World Parrot Trust （页面存档备份，存于）
- Internet Bird Collection
- VIREO （页面存档备份，存于）